# 弗朗塞山
弗朗塞山（英語：Francey Hill）是南極洲的山峰，位於麥克羅伯特森地，處於麥肯齊山以南6公里，屬於查爾斯王子山脈中阿拉米斯山脈的一部分，現時由南極條約體系管理。